# Alphonse Adam
Pour les personnes ayant le même patronyme, voir Adam (homonymie).
Alphonse Adam, né le 9 décembre 1918 à Schiltigheim et mort fusillé le 15 juillet 1943  à Strasbourg, est un résistant et fonctionnaire français. 
Refusant d'entrer dans la fonction publique nazie, il participe à une filière d'évasion de prisonniers de guerre puis organise le Front de la Jeunesse d'Alsace (FJA) qui diffuse des tracts appelant la jeunesse alsacienne à lutter contre le nazisme.

## Biographie
Il est le fil de Balthasar Aloïse Adam et de Michelle Antoinette Rumbach. 
Après des études au collège épiscopal Saint-Étienne à Strasbourg, il est instituteur en 1937 puis rédacteur-auxiliaire à la préfecture du Bas-Rhin en 1938-1939. Après l'évacuation de Strasbourg en septembre 1939, il redevient instituteur dans le Bas-Rhin puis rejoint Périgueux (Dordogne) où il enseigne l'allemand à Lons-le-Saulnier. Mais il choisit de rejoindre sa famille revenue à Schiltigheim, en Alsace annexée de fait. Patriote français et catholique fervent, il participe à une filière de passeurs de prisonniers de guerre français évadés d'Allemagne et transitant par l'Alsace et diffuse des tracts. Comme il ne veut pas intégrer la fonction publique du IIIe Reich, il retourne à l'université (mise en place par le nouveau pouvoir allemand) pour commencer des études de lettres classiques.

### Front de la Jeunesse d'Alsace (FJA)
En juin 1941, il décide avec ses amis d'enfance Robert Kieffer, Émile Hincker et quelques amis étudiants de fonder une organisation de résistance à laquelle ils donnent le nom de Front de la Jeunesse alsacienne (FJA). Le curé Léon Neppel le soutient et permet des réunions hebdomadaires dans le presbytère de Schiltigheim. Une de ses trois sœurs, Micheline Adam, est employée à la section de la police administrative de l'administration civile d'Alsace mise en place par les Allemands : elle copie les documents secrets dont elle a connaissance et acquiert même un cachet officiel, ce qui permet de fabriquer de faux papiers. Au printemps  1942, un rassemblement clandestin des membres du groupe se tient au mont Sainte-Odile. 

### Sabotages et diffusion de tracts
En juillet 1942, Alphonse Adam décide d'élargir le Front de la Jeunesse d'Alsace aux jeunes travailleurs, ce qui permet des sabotages dans les industries de guerre. Il continue en plus d'aider des prisonniers de guerre évadés. Après l'ordonnance du 25 août 1942 soumettant les Alsaciens (et Mosellans) au service militaire obligatoire dans l'armée allemande, le FJA distribue des milliers de tracts dans les boîtes aux lettres de Strasbourg ce qui irrite fort le gauleiter Robert Wagner, le super-préfet nommé par Hitler. Alphonse Adam persévère et fait imprimer en septembre un manifeste appelant la jeunesse alsacienne à lutter contre le nazisme. Mais à la mi-décembre, un membre du groupe, Pierre Tschaen, est arrêté par la Gestapo. Libéré quelques jours plus tard, il est possible qu'il ait parlé. En janvier, les deux sœurs d'Alphonse sont arrêtées par la Gestapo, internées au Sicherungslager Schirmeck-Vorbruck (Schirmeck (camp)-La Broque, Bas-Rhin). La menace incite les dirigeants du FJA (Alphonse Adam, Robert Kieffer et Charles Schneider) à conseiller aux membres de l'organisation de s'évader en France ou en Suisse. Eux-mêmes sont arrêtés le 17 janvier 1943 par la Gestapo à leur descente du train à la frontière suisse.

### Arrestation
Incarcéré et torturé à Strasbourg puis au camp de Schirmeck, Alphonse Adam est transféré dans une prison allemande puis jugé avec 29 de ses camarades les 6 et 7 juillet 1943 par le Volksgerichtshof, le tribunal du peuple de Berlin siégeant à Strasbourg. Il est condamné à la peine de mort le 8 juillet 1943 de même que 5 autres membres de son organisation. Quelques jours après, des manifestations patriotiques ont lieu à Strasbourg : le drapeau tricolore est hissé sur la cathédrale et du vin rouge est distribué gratuitement dans les cafés. En représailles, les condamnations à mort sont appliquées le lendemain. Alphonse Adam, le seul des six condamnés à avoir refusé d'avoir les yeux bandés, est fusillé le 15 juillet au stand de tir du fort Desaix à proximité du Pont du Rhin. Les corps des fusillés sont incinérés et les cendres jetées dans le proche canal de la Marne au Rhin.

## Distinctions
Il est reconnu comme « mort en déportation » et « déporté résistant ».
À titre posthume, Alphonse Adam reçoit les décorations suivantes : 
- : Chevalier de la Légion d'honneur le 14 février 1948[2] ;
- : Croix de guerre 1939-1945 avec palme ;
- : Médaille de la Résistance par décret du 16 juin 1946.

## Reconnaissance
- Une stèle à proximité du Pont de l'Europe, reliant Strasbourg à Kehl, rappelle le souvenir des six fusillés[6].
- Une rue Alphonse Adam à Schiltigheim.
- Un groupe de scout porte le nom Alphonse Adam à Schiltigheim.
- Son nom sur la plaque à la mémoire des morts, tués à l'ennemi, déportés, fusillés, assassinés de 1939 à 1945, apposée à l'entrée du Palais Universitaire de Strasbourg.

### Films documentaires
- Évocation d'Alphonse Adam, de son réseau et interview de sa sœur cadette Pélagie Simon dans "L'université de Strasbourg sous le IIIe Reich" de Kirsten Esch, 2017, diffusé sur Arte